# Större sankthelenapetrell

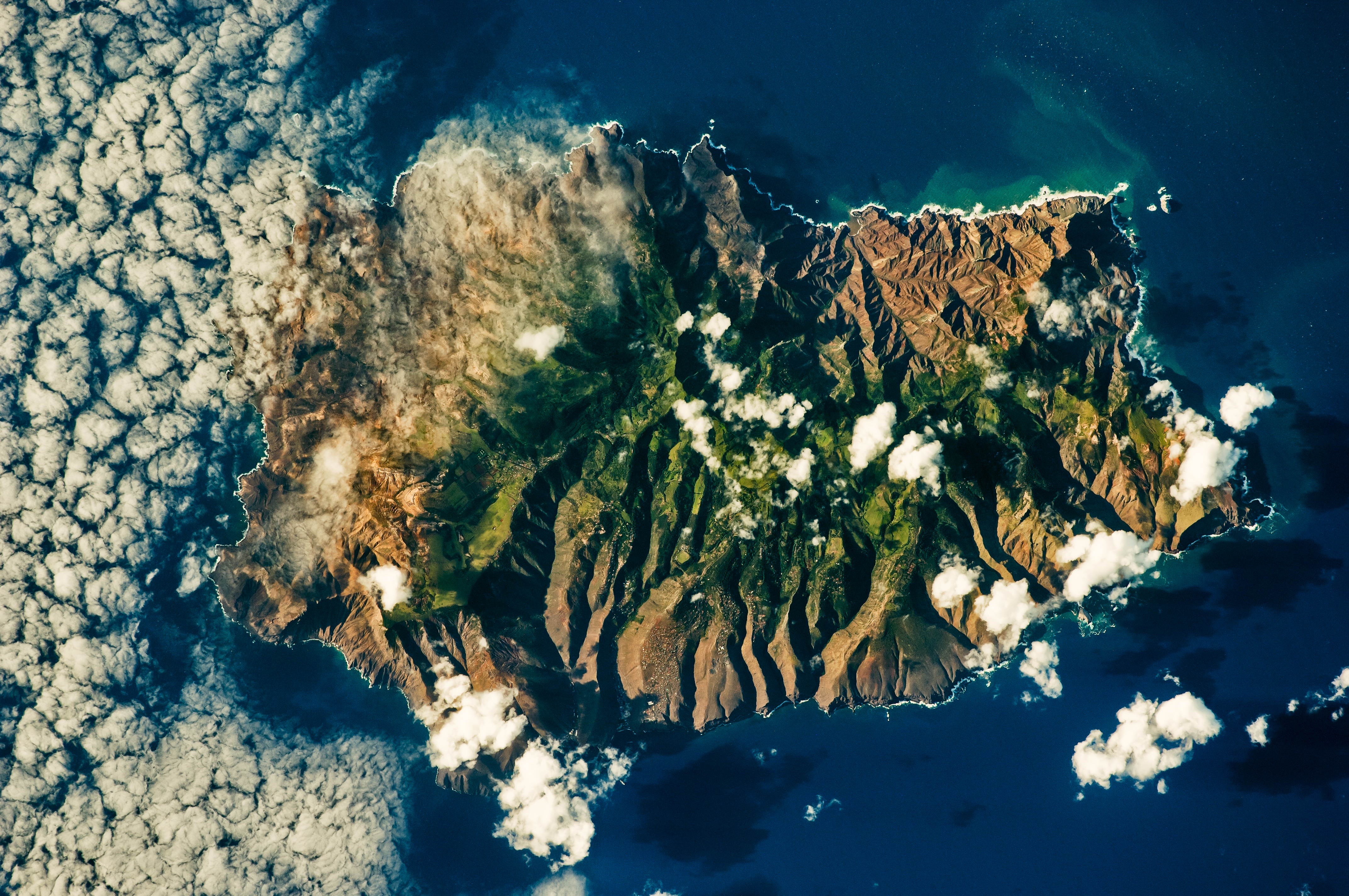
Flygbild över den isolerade ön Sankta Helena där benlämningar av arten hittats.

Större sankthelenapetrell (Pterodroma rupinarum) är en utdöd fågel i familjen liror inom ordningen stormfåglar som förekom på Sankta Helena. Känd från benlämningar, större sankthelenapetrell dog troligen ut strax efter att ön upptäcktes 1502.. Tidigare placerades den i släktet Pseudobulweria och vissa gör det fortfarande. Genetiska studier visar dock att den står nära andra petreller i Atlanten som kapverdepetrell och madeirapetrell och bör därför placeras i släktet Pterodroma.